# Passarel·la (IoT)

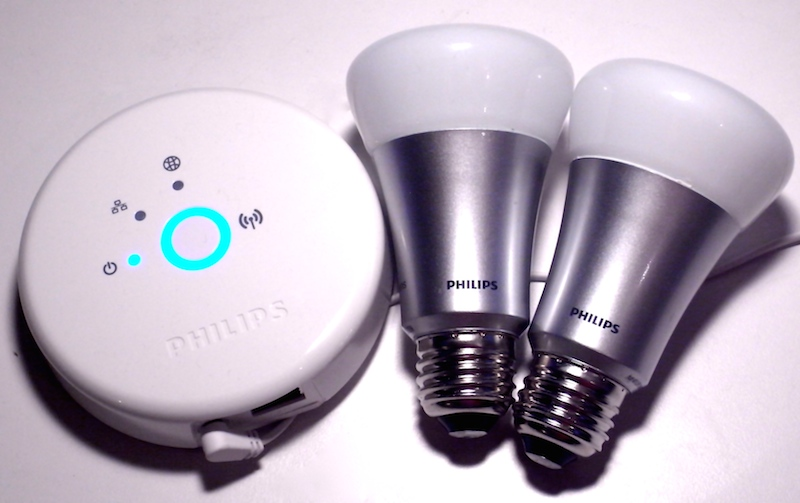
Fig.1 Exemple de gateway IoT : sistema Philips Hue

Una passarel·la (IoT) (en anglès IoT gateway) és un dispositiu que permet interconnectar l'internet de les coses a altres xarxes que utilitzen arquitectures o protocols diferents com per exemple Ethernet, Wi-Fi, LTE o fibra òptica.
Les passarel·les (IoT) és un cas especial de passarel·les de telecomunicacions.

## Implementacions comercials
A maig del 2017 :
| Model          | Fabricant | Xarxes                                       | Tecnologies                           | Seguretat | Circuits integrats                                             |
| -------------- | --------- | -------------------------------------------- | ------------------------------------- | --------- | -------------------------------------------------------------- |
| Wink           | GE        | Ethernet, Wi-Fi ZigBee, Z-Wave, Bluetooth LE | Linux                                 |           | Freescale i.MX28 @ 454Mhz                                      |
| Echo Dot       | amazon    | Wi-Fi, Bluetooth                             |                                       |           | Texas Instruments                                              |
| Google home    | Google    | Wi-Fi, Bluetooth, ZigBee                     | Linux                                 |           | Marvell 88DE3006 Armada 1500 Mini Plus dual-core ARM Cortex-A7 |
| Smartthings    | Samsung   | Ethernet, Wi-Fi ZigBee, Z-Wave               |                                       |           | Microchip                                                      |
| Philips Hue    | Philips   | Ethernet, Wi-Fi ZigBee                       |                                       |           | Texas Instruments, ST                                          |
| Ikea Gateway   | Ikea      | Ethernet, Wi-Fi ZigBee                       | Ports UDP, LWM2M, CoAP, objectes IPSO | DTLS      | Cypress, Silicon Labs                                          |
| Xiaomi Gateway | Xiaomi    | Wi-Fi, ZigBee                                |                                       |           |                                                                |
| OSRAM Lightify | OSRAM     | Wi-Fi, ZigBee                                |                                       |           |                                                                |
| Céliane        | Legrand   | Wi-Fi, ZigBee                                |                                       |           |                                                                |